# 大石镇 (蓬溪县)
大石镇是四川省蓬溪县下辖的一个镇，位于国道318线中段，达成铁路穿境而过，成南高速公路横贯境内，交通便利。

## 行政区划
大石镇下辖以下地区：
护国社区、通祥社区、乌木咀村、七里村、老店村、泉程村、大福村、文凡村、偏马村、长生村、广安村、界牌村、平兴村、南塘村、连山村、栏沟堰村、天宫堂村、雷洞山村、林水村、连二寨村、桂竹村和长坡村。

## 大事记
- 1929年6月29日，第七混成旅旅长旷继勋率部4000余人在大石镇（时为大石乡）广安村牛角沟起义，成立“中国工农红军四川第一路总指挥部”，加入红军，一月后起义失败。
- 1992年撤区并乡建镇，大石乡、大力乡合并为大石镇。
- 2010年5月由四川省委农工委、省旅游局对各市、州初审合格推荐上报的全省乡村旅游示范乡（镇）、村进行了严格的审定，大石镇被评为四川省首批乡村旅游示范镇。